# Ahlum (Rohrberg)
Ahlum ist ein Ortsteil der Gemeinde Rohrberg der Verbandsgemeinde Beetzendorf-Diesdorf im Altmarkkreis Salzwedel in Sachsen-Anhalt.

## Geographie
Ahlum, ein Haufendorf mit Kirche, liegt südlich der Kreisstadt Salzwedel in der Altmark in einem Niederungsgebiet an der Hartau, einem Nebenfluss der Jeetze. Am westlichen Ortsrand des Dorfes liegt der Ahlumer See, der als Naherholungsgebiet dient.
Nachbarorte sind Nieps im Westen, Stöckheim im Nordwesten, Rohrberg im Nordosten, Tangeln im Südosten und Neumühle im Süden.

## Geschichte

### Mittelalter bis Neuzeit
Das Dorf Ahlum wurde erstmals im Jahre 1112 urkundlich als Elem genannt. Dem Kloster Hamersleben gehörten dort 7 Höfe.
Im Jahr 1233 wird Hinrico de Alim ein Bürger in Salzwedel genannt. Weitere Namensnennungen des Dorfes sind 1348 Alem, 1687 Ahlumb und schließlich 1804 Ahlum, Alem.
Zur früheren Gemeinde Ahlum gehörten die Ortsteile Nieps und Stöckheim.

### Gut Ahlum
Das landtagsfähige Rittergut Ahlum lag früher im Dorf. 1824 wurden die Gebäude bei der Flurneuordnung abgebrochen und zwei Kilometer westlich des Dorfes wieder aufgebaut.

### Eingemeindungen
Ahlum gehörte ursprünglich zum Salzwedelischen Kreis der Mark Brandenburg in der Altmark. Von 1807 bis 1813 lag es im Kanton Beetzendorf auf dem Territorium des napoleonischen Königreichs Westphalen. Nach weiteren Änderungen kam es 1816 in den Kreis Salzwedel, den späteren Landkreis Salzwedel im Regierungsbezirk Magdeburg in der Provinz Sachsen in Preußen.
Am 17. Oktober 1928 wurde der landwirtschaftliche Teil des Gutsbezirks Ahlum das Gut Ahlum mit der Landgemeinde Ahlum vereinigt. Der forstwirtschaftliche Teil, der Forst Nieps (mit dem Forsthaus Nieps), wurde mit der Landgemeinde Lüdelsen vereinigt.
Die Gemeinde Ahlum wurde am 25. Juli 1952 in den neuen Kreis Klötze umgegliedert.
Am 1. April 1974 wurde die Gemeinde Stöckheim aus dem Kreis Klötze in die Gemeinde Ahlum eingemeindet. Bereits im Jahre 1957 wird ein Stöckheimer Ortsteil Nieps im amtlichen Ortsverzeichnis aufgeführt. Ein Vergleich der Koordinaten des Ortsteils mit dem Messtischblatt von 1902 zeigt, dass das frühere Gut Ahlum dem Ortsteil Nieps entspricht.
Mit der Auflösung des Landkreises Klötze zum 1. Juli 1994 wurde die Gemeinde Ahlum in den Altmarkkreis Salzwedel umgegliedert.
Durch einen Gebietsänderungsvertrag beschlossen die Gemeinderäte der Gemeinden Ahlum, Bierstedt und Rohrberg, dass ihre Gemeinden aufgelöst und zu einer neuen Gemeinde mit dem Namen Rohrberg vereinigt werden. Dieser Vertrag wurde vom Landkreis als unterer Kommunalaufsichtsbehörde genehmigt und trat am 1. Januar 2009 in Kraft.

### Einwohnerentwicklung

#### Gemeinde/Dorf
| Jahr | Einwohner |
| ---- | --------- |
| 1734 | 103       |
| 1774 | 231       |
| 1789 | 176       |
| 1801 | 190       |
| 1818 | 200       |
| 1798 | 175       |

| Jahr | Einwohner |
| ---- | --------- |
| 1840 | 329       |
| 1864 | 334       |
| 1871 | 356       |
| 1885 | 358       |
| 1895 | 378       |
| 1905 | 363       |

| Jahr | Einwohner |
| ---- | --------- |
| 1925 | 437       |
| 1939 | 405       |
| 1946 | 641       |
| 1964 | 382       |
| 1971 | 345       |
| 1981 | 609       |

| Jahr | Einwohner |
| ---- | --------- |
| 1993 | 565       |
| 2006 | 494       |
| 2007 | 494       |

#### Gutsbezirk/Gut/Vorwerk
| Jahr | Einwohner |
| ---- | --------- |
| 1798 | 11        |
| 1840 | 31        |
| 1871 | 34        |

| Jahr | Einwohner |
| ---- | --------- |
| 1885 | 33        |
| 1895 | 34        |
| 1905 | 31        |

#### Ortsteil
| Jahr | Einwohner |
| ---- | --------- |
| 2012 | 222       |
| 2015 | [00]218   |
| 2018 | [00]205   |
| 2020 | [00]202   |
| 2021 | [00]202   |
| 2022 | [00]200   |
| 2023 | [0]190    |

Quelle, wenn nicht angegeben, bis 2006:

## Religion
Die evangelische Kirchengemeinde Ahlum gehörte früher zur Pfarrei Ahlum. Im Jahre 2003 wurden die Kirchengemeinden Rohrberg, Groß- und Klein Bierstedt, Mellin, Stöckheim, Tangeln und Püggen zum Kirchspiel Rohrberg vereinigt, das heute betreut wird vom Pfarrbereich Beetzendorf im Kirchenkreis Salzwedel im Bischofssprengel Magdeburg der Evangelischen Kirche in Mitteldeutschland.

## Politik

### Bürgermeister
Der letzte Bürgermeister der Gemeinde war Uwe Mania.

### Wappen
Das Wappen wurde am 1. April 1997 vom Regierungspräsidium Magdeburg genehmigt und unter der Nr. 20/1997 im Landesarchiv Sachsen-Anhalt registriert.
Blasonierung: „Geteilt in Grün über Silber mit Spitze in verwechselten Farben; die Spitze oben begleitet von je einem aufrechten silbernen Eichenzweig mit drei Blättern und zwei gestielten steigenden Früchten; im unteren Teil der Spitze ein silbernes Großsteingrab, überhöht von einer silbernen Kette.“

## Kultur und Sehenswürdigkeiten
In Ahlum wird noch Nordwestaltmärkisch gesprochen, eine märkische Mundart in der Altmark in der Gegend westlich von Salzwedel.

### Dorfkirche

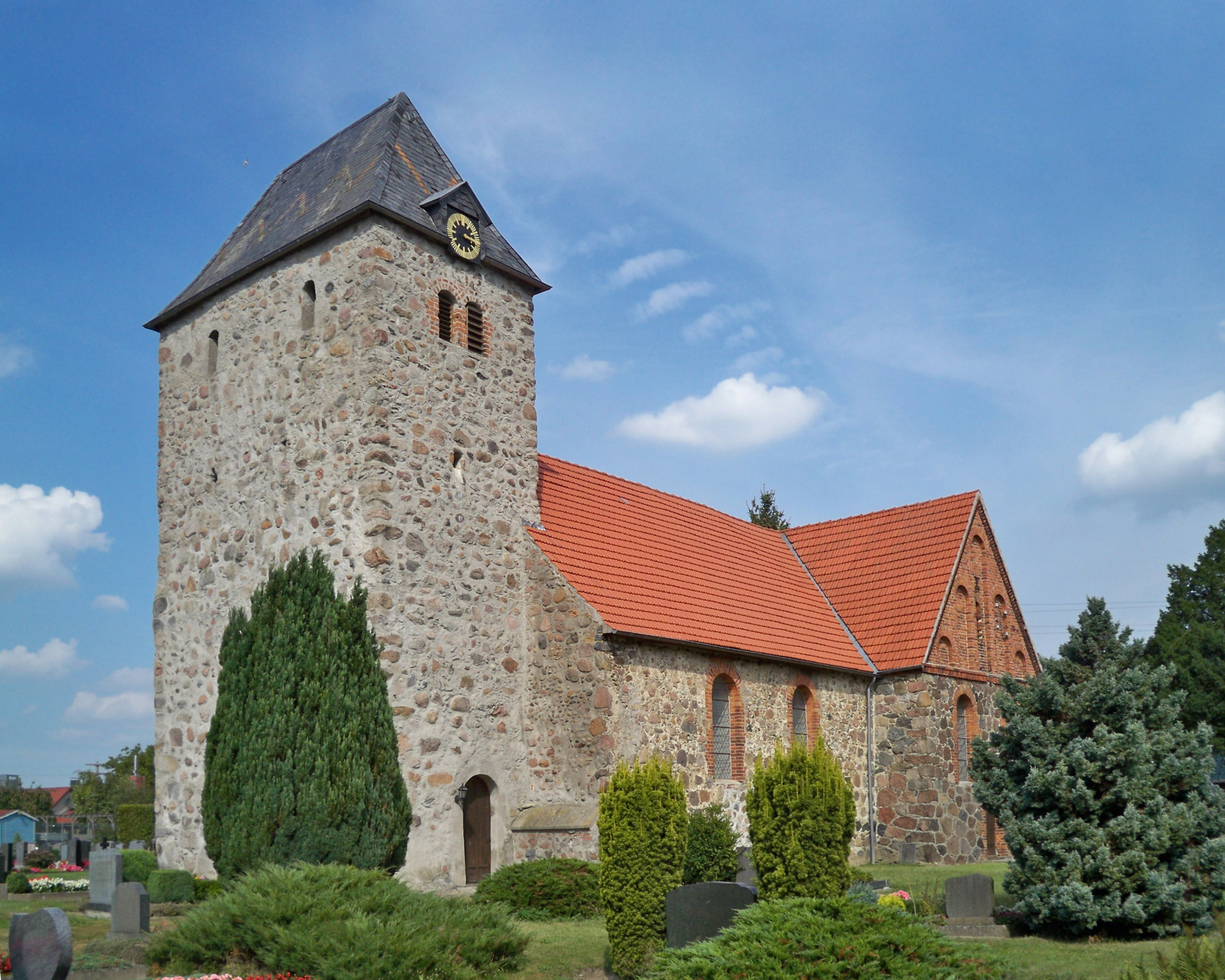
Die Ahlumer Dorfkirche

Die evangelische Dorfkirche Ahlum ist eine im Kern romanische Feldsteinkirche. Die heutige Form entstand durch Anfügung von Querarmen mit Backsteingiebeln (ähnlich der Kirche in Rohrberg) und des östlichen Schiffsteils in der zweiten Hälfte des 19. Jahrhunderts als kreuzförmige Erweiterung eines ursprünglich romanischen Feldsteinbauwerks aus der ersten Hälfte des 13. Jahrhunderts. Der spätromanische Westquerturm ist mit rundbogigen Schallöffnungen und Schlitzfenstern versehen. Das romanische Südportal ist vermauert.
Im Innern ist der Rundbogen zwischen Turm und flachgedecktem Schiff heute verschlossen. Die letzte Instandsetzung erfolgte 1995, wobei man sich an der Ausmalung aus dem Jahr 1933 orientierte. Die elfseitige gotische steinerne Taufe erhielt später einen neuen Fuß. Eine weitere, barocke Taufe des 17. Jahrhunderts aus Sandstein steht hinter dem Altar. Die neuromanische Orgel wurde von Rudolf Böhm aus Gotha um 1870 geliefert. Zwei Glasmalereien mit dem Wappen derer von der Schulenburg stammen aus der zweiten Hälfte des 19. Jahrhunderts. Barocke Inschriftgrabsteine aus dem 18. Jahrhundert sind ebenfalls erhalten. Eine Bronzeglocke mit dem Relief eines Bischofs und Taustabfriesen stammt aus dem 15. Jahrhundert.

### Weitere Bauwerke
- Großsteingräber:
  - Großsteingrab Stöckheim,
  - Großsteingräber bei Ahlum.

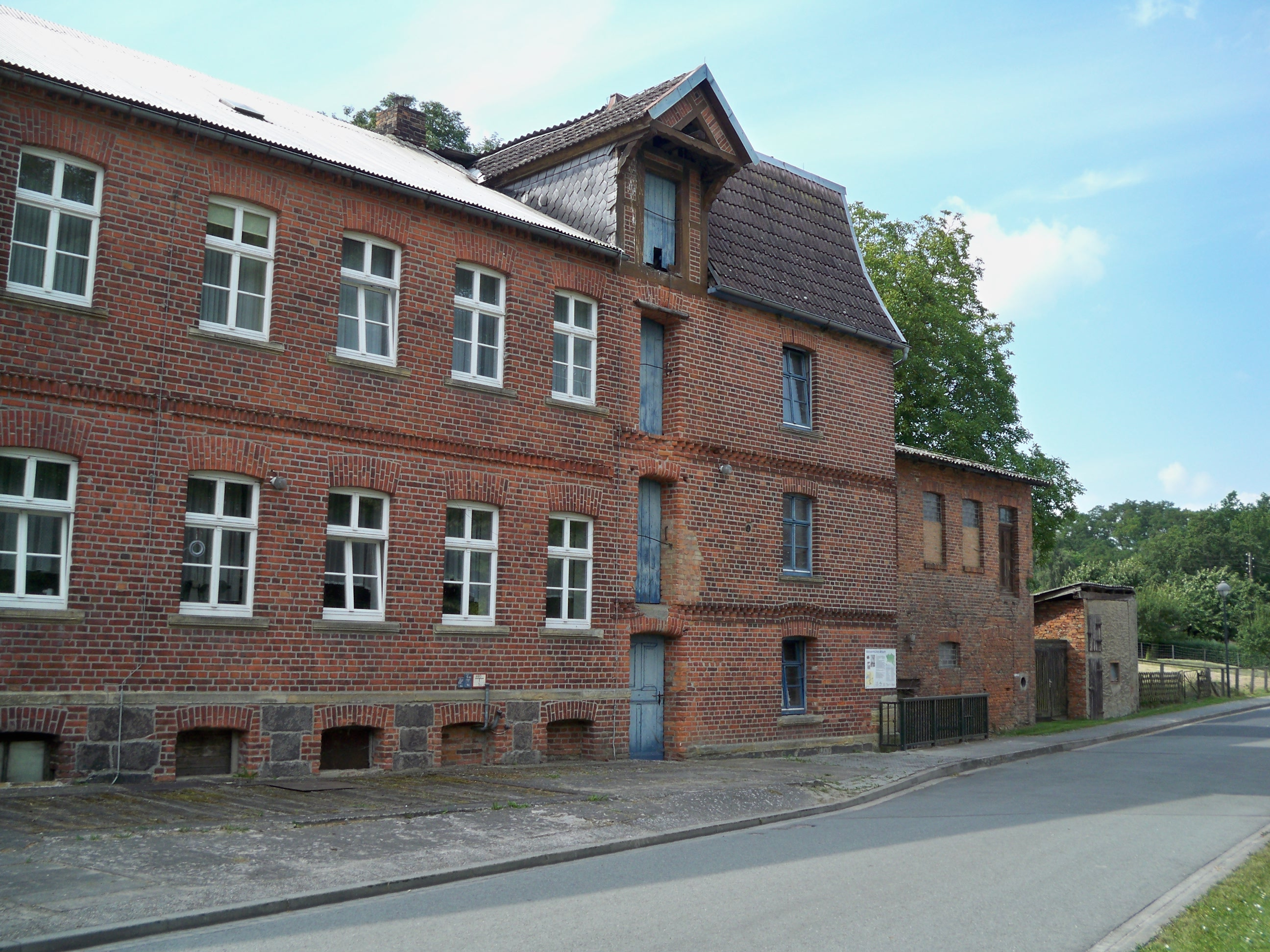
Die ehemalige Wassermühle

- Die ehemalige Wassermühle nahe dem Ahlumer See ist Bestandteil des Altmärkischen Mühlenweges.
- In der Straße Im Winkel in Ahlum steht ein Denkmal für die Gefallenen des Ersten und Zweiten Weltkrieges, aufgetürmte Findlinge im Stil eines Großsteingrabes.[19]

### Naturdenkmäler
Die Hartauniederung zwischen Lüdelsen und Ahlum ist ein teilweise geschützter Biotop (FFH) mit Erlen- und Eschenwäldern und Weichholzauenwäldern, an waldfreien Standorten durch Bodenfeuchte geprägte Flutrasen mit Flutendem Hahnenfuß (Ranunculion fluitantis). Geschützte Tierarten sind Bachneunauge (Lampetra planeri) und Bitterling (Rhodeus sericeus).

## Verkehr
Ahlum liegt an der Bundesstraße 248.

## Neckreim
Im Mittelelbischen Wörterbuch ist ein Neckreim über die frühere Armut im Ort überliefert.

“In Oahl’n
is nist to hoal’n
un in Stöck’n
is nist to bröck’n.”

„In Ahlum
ist nichts zu holen
und in Stöckheim
nichts zu bröckeln.“